# Leslie Collier
Leslie Harold Collier (9 de febrero de 1921 - 14 de marzo de 2011) fue un científico responsable del desarrollo de un método de liofilización para producir una vacuna contra la viruela más estable al calor a fines de la década de 1940.   Collier añadió al proceso un componente clave, la peptona , una proteína soluble. Esto protegió al virus, lo que permitió la producción de una vacuna estable al calor en forma de polvo. Anteriormente, las vacunas contra la viruela se volvían ineficaces después de 1 o 2 días a temperatura ambiente.
El desarrollo de su método de producción de vacunas jugó un papel importante en permitir que la Organización Mundial de la Salud iniciara su campaña mundial de erradicación de la viruela en 1967.

## Publicaciones
Collier fue coeditor de la octava edición y editor en jefe de la novena edición de cinco volúmenes de la "biblia del microbiólogo", Principios de bacteriología e inmunidad de Topley y Wilson (ahora Microbiología e infecciones microbianas de Topley y Wilson ), que ganó el premio de la Sociedad de Autores de 1998 en la categoría de libro editado avanzado. 
También fue editor adjunto de Developments in Antiviral Chemotherapy (1980). 